# Soncino (famiglia)
(Pentateuco, col commentario di Rashi e le Meghillòt, Napoli, 1491)

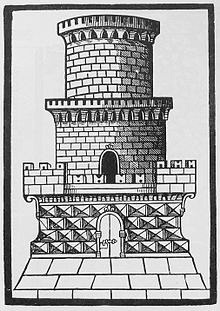
La marca tipografica dei Soncino

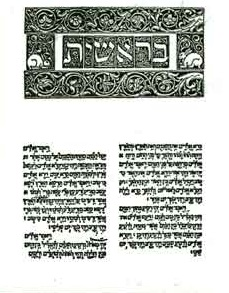
La prima pagina della Bibbia Soncino.

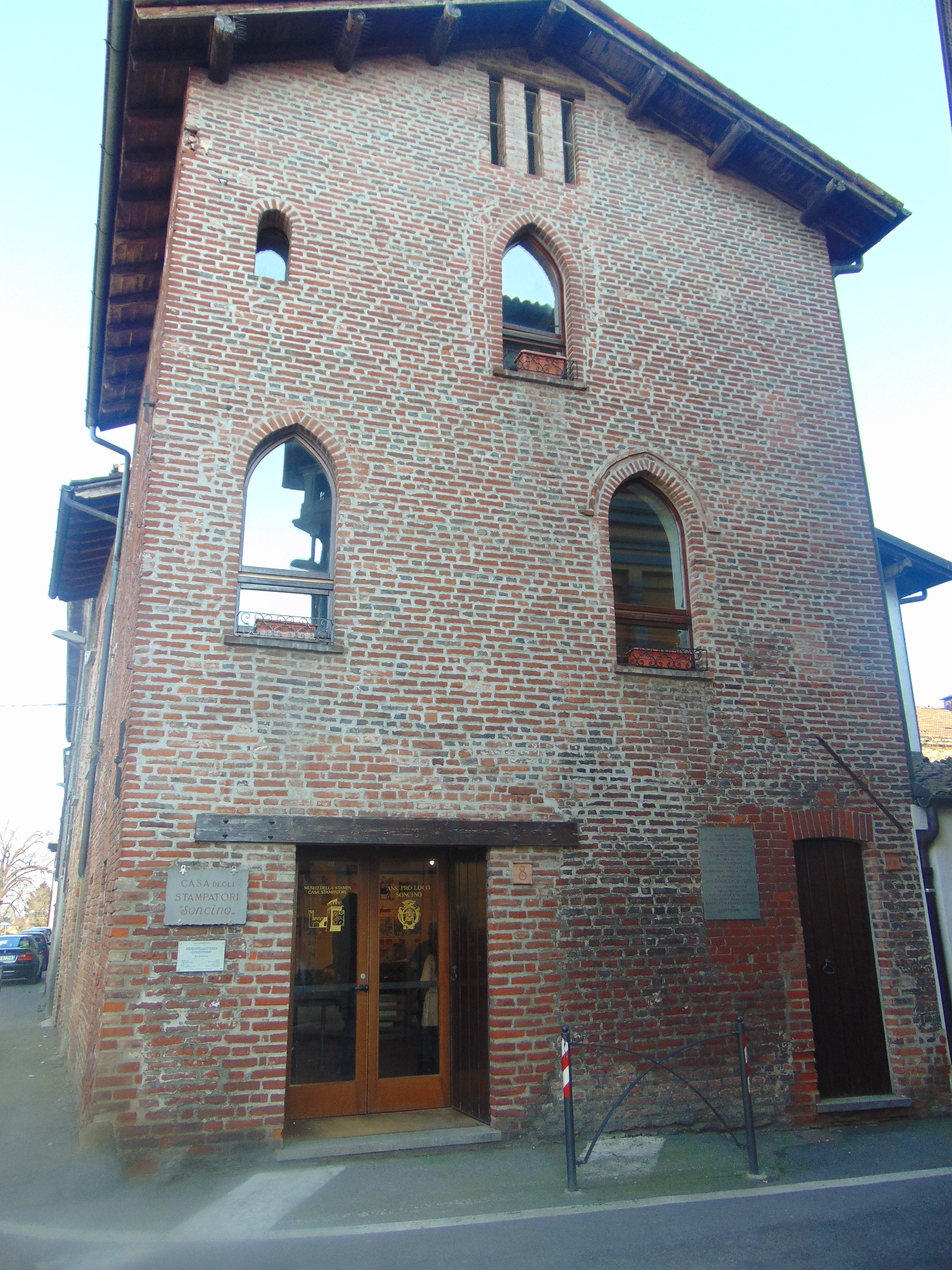
La casa degli stampatori a Soncino (CR).

La famiglia Soncino (in ebraico: משפחת שונצינו) fu una famiglia di tipografi ed editori ebrei aschenaziti, che operò in Italia, in Grecia, in Turchia e infine al Cairo fra il 1483 e il 1557 prediligendo testi di carattere religioso. Il capostipite della famiglia (inteso come il primo a prendere il cognome Soncino) fu Israel Nathan ben Shemuel ben Moses Soncino, detto anche Donato da Soncino, che fu l'ispiratore della futura bottega della stampa che pubblicò fra le più mirabili opere dell'epoca. Gaetano Zaccaria Antonucci nel 1870 indicò Donato da Soncino come "celebre medico", citando l'orientalista Giovanni Bernardo De Rossi come fonte di tale notizia, e indicando Israel Nathan ben Shemuel ben Moses Soncino come autore di un indice del Canone di Avicenna.

## Origini
Appartenenti a quello che è definito il filone dei Baalei tosafot, i cosiddetti Tosafisti, discendenti del celebre commentatore medievale della Bibbia Rashi, acronimo di Rabbi Shlomo Yitzhaqi (רבי שלמה יצחקי) conosciuto anche con il nome latinizzato di Salomone Isaccide o Salomone Jarco dal quale, non è dato sapere con che grado di parentela, vennero i discendenti diretti di Rabbi Moshé Shapiro, che visse nella prima metà del sesto secolo.

## Il periodo italiano
Proveniente dalla città tedesca di Spira in Renania, la famiglia è presente in Italia e per la precisione a Treviso, dove Moses Mentzlav, altrimenti noto come Moshe ben Joseph, il primo membro della famiglia ad essere documentato in Italia, ottiene una concessione di prestito a pegno e viene definito, a livello documentale, prestatore de Alemania. Presenti a Treviso più di un membro della famiglia, alla fine del XIV secolo vengono conosciuti con l'appellativo "Da Spira". Il cognome Soncino verrà mutuato dal luogo in cui nella seconda metà del XV secolo si stabiliranno e inizieranno l'opera di stampa libraria, il borgo italiano di Soncino, oggi nella provincia di Cremona, allora sotto il Ducato di Milano. Accusati di atti sacrileghi (ovviamente considerati tali in relazione ai precetti della religione cristiana), sul finire del XIV secolo la famiglia deve allontanarsi dalla città di Treviso e raggiunge Cremona, ponendo la propria abitazione in contrada Mercatello de' ferrari. Il 15 aprile dell'anno 1400, con atto rogato dal notaio G. Bombeccari, Moshe da Spira vi acquista un orto fiancheggiato da un fosso "in vicinia di San Donnino", a ridosso delle mura meridionali della città, da destinare a cimitero per la piccola comunità locale aschenazita - unica funzione per la quale il Ducato di Milano legittima l'acquisto di beni immobili da parte di ebrei. Contemporaneamente Moshe vi costituisce una società di prestiti con Bonaventura da Zanatano e con Manuele fu Matassia. Moshe e la famiglia rimangono cinque anni a Cremona poi si spostano a Mantova nel 1405. 
Il figlio di Moshe, Shemuel detto Simone da Spira, anche lui prestatore a pegno che ha vissuto a Marostica, Bassano del Grappa, Cremona, e Orzinuovi, si trasferisce a Soncino il 9 Maggio 1454 su licenza scritta e benestare di Francesco Sforza. Proprio a Bassano del Grappa Simone da Spira ha gestito un banco di pegni per sei anni, su concessione del comune stesso, dal 1435 al 1442.
Durante un viaggio a Pfirt, in Alsazia, Simone da Spira combatte contro i seguaci del predicatore francescano Giovanni da Capestrano, il quale è alla ricerca di scismatici, eretici ed ebrei. Questo episodio verrà in seguito ricordato da Gershom Soncino sul frontespizio del Sefer Ha-mispar di Eliahu Mizrachi e del Sefer Miklol di David Kimchi.
Figlio, probabilmente adottivo come indicato dallo storico De Rossi, di Simone da Spira è Israel Nathan ben Shemuel ben Moshe Soncino, il primo della famiglia "da Spira" a variare il nome in "Soncino".

## L'inizio dell'attività di stampa
A dare origine all'attività di stampa della famiglia Soncino fu Israel Nathan ben Shemuel ben Moshe, correntemente più noto nelle cronache del tempo come Donato Soncino, medico e soprattutto titolare di una condotta di prestatore a pegno. In tale veste fu il finanziatore che indusse il figlio Yoshua Shelomoh ben Israel Nathan ad iniziare la pratica di stampatore spinto da motivazioni sia di carattere religioso legate alla diffusione dei testi sacri (ben espresse dalla loro marca turrita talora accompagnata dal motto in ebraico (Proverbi 18,10: 'Torre salda è il Nome, in essa correrà il saggio e sarà salvo'), sia economiche, come descritto nel colophon del primo libro edito, il trattato Berakot del Talmud babilonese stampato nel 1483:
"Tu costruirai l'edificio del mondo, innalzerai le corna della sapienza e produrrai libri mediante la stampa; in questo vi sono due utilità somme: l'una è che prestissimo se ne produrranno molti, fintanto che la terra sarà colma di sapere; l'altra che il loro prezzo non arriverà a quello dei libri scritti con la penna o con lo stilo e chi non avrà sostanze sufficienti per acquisti costosi li comprerà a vil prezzo e al posto dell'oro darà l'argento"
Sull'inizio delle attività di stampa ebraica in Europa vi sono state molte discussioni in passato ed è ancora oggi assai difficile stabilire con certezza di chi e quale fu il primo laboratorio di stampa dedicato all'editoria ebraica ad essere attivo nel mondo, anche perché molti dei libri stampati in ebraico, insieme a molti preziosissimi manoscritti, andarono perduti nelle varie vicende di persecuzione degli ebrei occorse nel tempo. Vi sono studi recenti che indicano la famiglia Soncino come "unici stampatori in ebraico nel mondo" per almeno un decennio, quello che va dal 1494 al 1504.. 
L'attività di stampa in ebraico ha dei precedenti a Reggio Calabria (1475) e a Piove di Sacco nel Padovano, per poi comparire a Mantova e a Ferrara. Il celebre ebraista Giulio Bartolocci indicava il laboratorio dei Soncino come il primo a stampare in ebraico: "Ex hoc oppido primo prodierunt in Italia impressores librorum haebraicorum ex Judaicis", così come Cristoforo Volfio che scrive: "...interim hactenus mihi contra omnem dubitationem videtur ... prima integrorum librorum haebraice excussorum initia in Italia apud Judaeos Soncinates quaerenda esse."

Non si hanno notizie relativamente a dove i Soncino avessero appreso l'arte della stampa, o se usufruissero del servizio di esperti provenienti da altri luoghi. Avraham Conath, un medico che aveva fondato una stamperia a Mantova, descrisse bene il processo faticoso di apprendimento dell'arte della stampa e le difficoltà che aveva incontrato.

## I torchi da stampa
Non c'è alcuna indicazione certa sulla tipologia di torchio che i Soncino utilizzarono nel loro laboratorio, né tantomeno si ha certezza sul numero di torchi installati. Attualmente, presso il Museo della Stampa di Soncino, è installata la riproduzione di un torchio mediceo perfettamente funzionante il quale è sicuramente quello che si avvicina di più al torchio o ai torchi utilizzati dai Soncino al tempo, pur non essendoci alcuna certezza in merito.
Sicuramente i Soncino utilizzarono dei torchi da stampa di fattura eccelsa, e ciò lo si deduce dall'uniformità e dalla bellezza delle stampe che si sono salvate dalle ingiurie degli uomini e del tempo. L'arte della stampa era relativamente moderna, in quel tempo, e sicuramente il "macchinario" in questione fu preparato ad-hoc e ivi installato. Logico è pensare che i Soncino avessero già avuto modo di vedere un torchio da stampa in azione prima ancora di iniziare l'avventura che li avrebbe portati ad essere gli unici stampatori ebrei in attività in Italia dall'ultimo ventennio del Quattrocento al quarto decennio del Cinquecento con un livello qualitativo altissimo.

## Membri della famiglia

### Shemuel (Simone) da Spira
Detto Simone Ibreo, Simone da Spira, Samuele Ibreo, Samuele da Spira. Il 9 Maggio 1454 il Duca di Milano Francesco Sforza autorizza tale Symon ibreo del fu Moisé da Spira a stabilirsi in Soncino insieme ad un compagno di viaggio (di cui non c'è documentazione, ma ci sono dati certi relativi alla presenza di un fratello, padre di Israel Nathan, il quale potrebbe essere il compagno di viaggio di Simone da Spira), al fine di esercitare il prestito ad interesse e il prestito a pegno. Il documento, facente parte delle Corrispondenze Ducali, è conservato nell'archivio di San Fedele a Milano. Simone da Spira proveniva da Orzinuovi, e prima ancora aveva avuto dei banchi di pegno nel Veneto e a Brescia.
Negli archivi cremonesi, milanesi e veneziani c'è molta documentazione sugli spostamenti di Simone da Spira da e per Brescia, Cremona e Soncino, in quanto esso, come tutti gli ebrei, doveva rendere conto alle autorità del luogo in cui operava e chiedere permessi per poter spostare o iniziare le nuove attività.

### Israel Nathan ben Shemuel ben Moshe Soncino (14?? - 1489)
Come si deduce dal nome, Israel Nathan era nipote e figlio adottivo di Samuele e conseguentemente discendente di Moshe da Spira.
Detto anche Israele Mosé Soncinate o Donato Soncino, ebbe tre figli maschi.
Alcune fonti parlano di Israel Nathan Soncino come di un rabbino, altri lo indicano come medico, altri come prestatore su pegni. Queste ultime due sono le più accreditate. Si sa che nel 1472 i Francescani aprirono un Monte di pietà poco distante dalla loro abitazione, causando il crollo dei loro affari. Abilmente Israel Nathan indusse il figlio Yoshua Shelomoh a darsi all'attività tipografica, un'industria all'epoca nascente e che prometteva un grande sviluppo. 
Yoshua Shelomoh pubblicò più di una ventina di libri, tra cui un Mahazor secondo il rito romano, il cui colophon lo dichiara prodotto da "i figli di Soncino", iniziato a stampare nel settembre 1485, e concluso il 21 agosto 1486 in un luogo diverso da Soncino, che nella lettura dell'ebraico fatta prima da Giovan Bernardo De Rossi (1795) e poi a fine '800 da Giacomo Manzoni (Annali tipografici dei Soncino) compare come Casal Maggiore. Questo luogo inspiegato ha da allora indotto gli studiosi di editoria ebraica a identificarlo, sulla scorta degli autori citati, nella città di Casalmaggiore, lontana più di sessanta miglia da Soncino, e anch'essa appartenente al Ducato di Milano. Infortunio non isolato, che coinvolse la cittadina lombarda a causa della problematicità della traslitterazione ebraica del suo nome. Risulta oggi sorprendente che quella identificazione sia stata confermata senza un tentativo di indagare la ragione di tale precipitoso trasferimento logistico, sicuramente determinatosi dopo l'8 aprile del 1486, data in cui Yoshua finì di produrre a Soncino una Tefillat yahid, prontuario di preghiere private secondo il rito romano. Una dislocazione della tipografia di brevissima durata, come attestano le date delle sue successive edizioni: infatti il 16 maggio 1487 un Seder tahanunim tornò a esibire Soncino come luogo di stampa. 
Una località di confine del Ducato milanese com'era Soncino consentiva agli editori di distribuire i propri libri su un duplice mercato, «garantendo loro, inoltre, una rapida via di fuga in caso di eventuali persecuzioni». Dovette proprio essersi trattato di un, ancora non documentato, prodromo delle accuse alla base del processo che due anni dopo, con la collaborazione dell'inquisitore  Bernardino de' Bustis, francescano, sarebbe stato intentato da Gian Galeazzo Sforza sotto la spregiudicata tutela dello zio Ludovico il Moro, contro 38 ebrei di numerose località dello Stato, incluso il più eminente dei Soncino, Israel Nathan alias Donato Soncino. In quella primavera-estate del 1486 avevano probabilmente già preso avvio la ricerca ed il sequestro dei libri liturgici e normativi ebraici, indicati dal convertito Vincenzo de Galia come contenenti espressioni oltraggiose nei riguardi di Gesù Nazareno e di sua madre Maria, delle quali si sarebbero chieste minuziosamente spiegazioni nei futuri interrogatori dei più colti e facoltosi esponenti della lombarda Universitas iudeorum. Si trattava complessivamente di 172 testi, tra cui figuravano il trattato talmudico Berakot, stampato da Yoshua tre anni prima, ed il prontuario di preghiere Mahazor di rito romano che appunto in quei giorni Yoshua Soncino stava finendo di stampare, e che subì l'improvvisa interruzione e il movimentato trasloco. 
Due anni dopo si celebrò il processo che si concluse con l'affermazione della colpevolezza di tutti gli imputati, ma con  soltanto  9 condanne alla decapitazione (Donato Soncino primo fra tutti) infine commutate in una multa di 19.000 ducati, vero obiettivo della cinica persecuzione imbastita da Ludovico il Moro. E l'implacabile rogo di tutti i volumi sequestrati. Questo l'ipotetico prodromo del processo di due anni dopo, che potrebbe aver causato l'urgente trasloco dei torchi, delle risme di carta, delle casse di caratteri, delle forme già composte del Mahazor nel paese cremasco di Casale, vicinissimo ma provvidenzialmente entro i confini e l'autorità della Repubblica di Venezia . Il toponimo Casale, allora come oggi, si distingue da altri semi omonimi di minori dimensioni perciò denominati "Casaletto". Contando sull'ospitalità di qualche famiglia nobiliare avente a Casale una propria dimora, Yoshua terminò ivi la stampa del Mahazor.
Yoshua morì nel periodo che va fra il settembre 1492 e il gennaio 1493, dopo il suo definitivo trasferimento a Napoli.

### Moshe ben Israel Nathan (14?? - 1490)
Citato da diverse fonti e probabilmente figlio di Israel Nathan ben Samuel ben Moshe Soncino, indicato come collaboratore con i fratelli nella stamperia di Soncino esso non figura in alcun'opera, ma è pressoché certa la sua presenza nel contesto dell'officina di stampa. Muore nell'anno 1490. In alcune stampe di Salonicco viene riportato il nome di Mosé Soncino, ma probabilmente si tratta di un discendente che porta lo stesso nome di quest'ultimo ma del quale non si ha memoria.

### Yoshua Shelomoh Soncino (14?? - 1493)
Detto anche Salomone Soncino, Giosuè Soncino o Giosué Salomone Soncino. Di lui si hanno poche notizie, quantomeno dal punto di vista biografico. Prolifico stampatore, come si è già esemplificato in precedenza, a lui sono attribuite alcune delle opere più straordinarie della produzione dei Soncino. Fu Yoshua Shelomoh che pubblicò il primo libro della stamperia Soncino, il trattato Berakot del Talmud babilonese, detto anche "Talmud Soncino", un'opera conosciuta e studiata ancora oggi in tutto il mondo. Nel 1488 convocò a Soncino Avraham Chaiìm, figlio del rabbino rav Chaiìm, uno stampatore pesarese di grande esperienza nei testi sacri (aveva stampato diverse opere a Ferrara e un celebre Pentateuco a Bologna), e con questi nel contesto dell'officina soncinate produsse la famosa "Bibbia intera" del 1488. In seguito Yoshua scomparve dal testo dei libri prodotti nella stamperia di Soncino lasciando posto ad un generico "Soncinati", per poi ricomparire a Napoli nel 1492, dove si unì ad un altro gruppo di stampatori ebrei, e dove nei testi prodotti da questa nuova società comparve come Giosué Salomone soncinate. In tal modo lasciando l'officina di Soncino in mano a Gershom.

### Gershom Soncino
Gerolamo Soncino (detto anche Gerson da Soncino, Gershom ben Moisé, Hieronymus Soncinus) fu il più celebre fra gli stampatori soncinati. Figlio del rabbino Mosè ben Shemuel ben Moses, e figlio adottivo di Donato Soncino, conosceva oltre alla lingua ebraica quelle latina e greca. Furono suoi maestri i rabbini francesi R. Belvenia, R. Terabóth, R. Merabel, e R. Mosè Bazla. Fu nipote dello stampatore Giosué Salomone detto anche Yoshua Shelomoh. Nella sua vita viaggiò molto, e vi sono documenti che ne riportano la presenza in Savoia, a Ginevra, in Francia alla ricerca di manoscritti Si specializzò nella pubblicazione di testi talmudici, ma non disdegnò altri generi. Il suo primo lavoro fu a Soncino il Sefer mizvot gadol di Moshe ben Yaaqov da Coucy del 1488. Nel 1490, dopo aver prodotto un'edizione del codice giuridico di Maimonide Mishne Torah, forse considerate le rischiose prospettive offrentesi agli stampatori ebrei nel Ducato di Milano dopo la spietata condanna comminata due anni prima da Ludovico il Moro, risolse di trasferìrsi a Brescia, nel territorio della Repubblica di Venezia. Lì pubblicò nel 1491 la prima edizione illustrata di favole Mashal ha-kadmoni di Yitzhaq ben Shelomoh ibn Sahula, e nell'ottobre dello stesso anno la raccolta di composizioni poetiche Sefer ha-Mahbaróth del rabbino Immanuel ben Shelomoh di Roma. A questa seguì nel gennaio 1492 un'edizione della Torah con le Megilloth e le Haftaróth e, nel novembre 1493, gli stessi testi biblici stavolta vocalizzati. La sua produzione biblica fu coronata infine nel maggio 1494 dall'edizione completa tascabile in-ottavo, di altissimo livello qualitativo tanto da esser scelta da Martin Lutero per la sua traduzione in tedesco. Nove furono i libri da lui prodotti a Brescia in un quinquennio, cui fecero seguito altre quattro o cinque edizioni a Barco nel biennio 1496-97. Molti furono i suoi ulteriori spostamenti nel secolo veniente: a Fano, Pesaro, Ortona, Rimini, Salonicco e alla fine anche Costantinopoli.
Morì a Costantinopoli probabilmente nel 1534.
Nella sua carriera tipografica Girolamo Soncino utilizzò caratteri mobili latini, greci ed ebraici incisi da Francesco Griffo, che venne anche accreditato come il creatore dei caratteri corsivi attribuiti ad Aldo Manuzio.
A tutt'oggi la diatriba sul nome e sull'identità di Gershom ben Moses Soncino è aperta. Lo storico ottocentesco Gaetano Zaccaria Antonucci e Zefirino Re sostenevano che Gershon e Girolamo fossero due persone distinte, mentre Luigi Tonini sosteneva che si trattasse di una sola persona, definendolo "Gersone" o "Girolamo" a seconda della località in cui stampava. Il Tonini parla di Girolamo-Gersone come "Figlio di Leonardo Soncino", aprendo così un'ulteriore porta sulla confusa genealogia della famiglia.
Sia Zaccaria Antonucci che Re definiscono l'ipotesi del Tonini "Troppo autorevole per non essere tenuta in considerazione". Lo stesso Tonini cita un rogito dell'8 aprile 1524, che riguarda un certo Magister Hieronymus q. Leonardi Sonzini impressor et habitator Arim. Zaccaria Antonucci e anche Re fanno notare in seguito che sia Girolamo che "Gersone" Soncino si fossero recati a Rimini, Pesaro e Fano, e molte edizioni fossero firmate da uno o dall'altro, ma, a dispetto di questa ipotesi, mai contemporaneamente. L'unico documento non-librario che documenta uno dei due è una richiesta di "licenza di stampa" fatta al Consiglio di Rimini e rilasciata con il titolo di Librorum Impressorum Egregius nel 1518.
I documenti storici indicano che Israel Nathan Soncino avesse tre figli, per cui l'ipotesi che Gershon-Girolamo sia una persona sola è piuttosto fondata, ma ancor oggi non provata del tutto.
Nel "Pentateuco, cantici (e altri libri) stampato a Napoli nel 1491, l'epigrafe reca la seguente dicitura: "Vedete se nel mondo vi sia altro esemplare così accurato e con tanta intelligenza elaborato. A chi interroga chi abbia stampato quest'opera, rispondete: I figli di Soncino la eseguirono, nella città di Napoli l'anno CCLI".
E con questo si apre la discussione relativa a chi fossero questi "Figli di Soncino" che si recarono a Napoli per stampare l'opera in questione. Molte sono le ipotesi, e Gaetano Zaccaria Antonucci ne deduce che lo stampatore in questo caso sia Giosué e non Girolamo (Zaccaria Antonucci è convinto che si tratti di due persone distinte).
Un'altra evidenza è il plurale della frase "i figli di Soncino". Tale era l'accuratezza che è piuttosto lungi dall'essere considerato un errore, tanto che l'epigrafe in sé avrebbe riportato, nel caso del solo Giosué come tipografo, "il figlio di Soncino" e di seguito il nome.
È altresì possibile che insieme al Giosué vi fosse un fratello (Mosé Iuniore?) a coadiuvarne il lavoro. Zaccaria Antonucci ritiene impossibile che il Gersone (Girolamo) possa essere a Napoli in quel periodo, di conseguenza uno dei "Figli di Soncino" deve essere Giosué. Ma rimane comunque il dubbio di quale sia il nome del secondo.
In Soncino e in Brescia vi sono, nello stesso periodo, opere a firma di Gersone-Girolamo. Un altro motivo di discussione è relativo all'epigrafe, a firma del padre di Giosué, Mosé Iuniore e Girolamo, Israel Nathan Soncino, il quale dice testualmente: "Tu costruirai l'edificio del mondo..." e in tale frase è indubbio che si rivolga ad uno solo dei tre figli.

### Eleazar ben Gershom Soncino
Detto anche Eliezer, figlio di Gershom Soncino. Tipografo a Costantinopoli dal 1534 al 1547, il suo Sefer miklol (concluso nel 1534) fu iniziato dal padre Gershom. Pubblicò il Mleket ha-Mispar e il "responso di Isaac ben Sheshet" nel 1547.
Trasferitosi al Cairo, fu il primo a impiantarvi una tipografia dal 1557 al 1562, anno della sua morte. Le uniche prove della sua attività in Egitto sono i frammenti di due libri, Pitron Halomot ("L'interpretazione dei sogni") e Refu'ot ha-Talmud ("I rimedi medicinali del Talmud"), ritrovati nella Geniza del Cairo.

## I trasferimenti della stamperia negli anni
Molti furono gli spostamenti dell'attività dei Soncino, legati alle persecuzioni subite nel corso del tempo, sia di carattere politico che religioso.
Non è certo se con la dipartita dei Soncino venissero a mancare anche le officine di stampa ad essi collegate, ed è ancora oggetto di studio.
A onor del vero, essendo documentata una certa permanenza nel tempo delle varie officine di stampa sia a Soncino che a Brescia, Fano, Rimini, Pesaro, e in seguito Salonicco e Costantinopoli, ed essendo le edizioni stesse (marchiate) l'unica documentazione disponibile a provare la permanenza in un luogo (tolta la "Licenza di Rimini" del 1518), si presuppone che i Soncino avessero una sorta di attività multipla in molteplici località della penisola, aprendo poi le officine di Salonicco e di Costantinopoli.
L'attività inizia a Soncino fra il 1483 e il 1486 per poi passare a Napoli fra il 1490 e il 1492; e con un altro membro a Brescia fra il 1491 e il 1494, a Barco in provincia di Brescia fra il 1494 e il 1497. Gershom (Girolamo) Soncino da Brescia si ferma a Venezia per un certo periodo di tempo, fra il 1498 e il 1503, dove entra in contatto con Aldo Manuzio per il quale scrive la Introductio perbrevis ad hebraicam linguam.
In seguito i rapporti fra il Soncino e Manuzio si deteriorano e Gershom Soncino convince Francesco Griffo a seguirlo a Fano fra il 1503 e il 1506; poi a Pesaro fra il 1507 e il 1520 (con spostamenti ancora a Fano nel 1516 e a Ortona nel 1519); il Soncino è a Rimini dal 1521 al 1526. Alcuni membri della famiglia si trasferiscono successivamente a Costantinopoli fra il 1530 e il 1533 e altri invece a Salonicco fra il 1532 e il 1533. In seguito al processo di Milano contro Israel Nathan Soncino e altri imputati ebrei accusati di stampare testi "sacrileghi contro la religione cristiana", tenutosi fra marzo e maggio del 1488, la famiglia Soncino decide di lasciare il borgo di Soncino per portarsi a Brescia.
Vi sono però documenti che indicano l'esistenza di stampatori che si dichiarano "discendenti di Mosé di Spira a Soncino".

## Il museo della stampa a Soncino - Casa degli stampatori
Quella che fu la casa della famiglia degli stampatori a Soncino (Cr) è stata trasformata in un museo e recentemente restaurata (2009).
Nel museo, oggi, viene stampata per i visitatori la prima pagina della "Bibbia Soncino" a mezzo di un torchio da stampa mediceo ricostruito sulla base delle caratteristiche dei torchi antichi, presumibilmente di una tipologia simile a quella utilizzata dagli stampatori Soncino.

## Le edizioni dei Soncino

### XV Secolo
- Trattato talmudico Berakot, ossia "Delle benedizioni", commentato da rav. Shelomoh ben Yizhaq (Rashì), con le Tosaphòt, e da Moshe Maimonide, Soncino, 1483.

Testo di straordinaria bellezza, con frontespizio ornato e caratteri ebraici quadrati di forma ispanica. Come indicato da Yoshua Shelomoh Soncino stesso nel volume: "Ho posto fine adunque alla stampa in questa città di Soncino nel giorno 20 del mese di Teveth, l'anno di Gemara CCXLIV [corrispondente al 19 dicembre 1483] ... Giosué figlio del sapiente R. Israele Nathan, (che D-o custodisca), soncinate". Correttore della stampa fu Gabriele figlio del Rabbino Aronne di fel. mem. di Strasburgo. I Soncino furono i primi a stampare questo trattato, fino a quel tempo inedito, e questo fu il primo libro in ebraico ad essere stampato a Soncino.
- Shelomoh ben Jehuda ibn Gabirol, "Mivhar ha-peninìm", ossia "scelta di perle", con un commentario scritto da un anonimo. [Soncino], per Yoshua Shelomoh soncinate", 1484, 60 carte.

Studiosi come il Cheviller, Bartolocci e Maittaire lo indicano come il primo libro stampato in ebraico, anche se ormai è confermato che il primo fu il trattato talmudico Berakòt. Una copia è custodita alla Biblioteca Palatina di Parma.
- Jedahya ben Avraham, "Behinàt Olàm" cioè "Esame del mondo", commentato da anonimo. Soncino, 1484.

in 4. 20 carte. Fu tradotto in varie lingue sia da Filippo Aquinate che da Utchmann. Il volume descrive le vanità del mondo e la via per condurre una vita beata e nell'onestà.
Reca in calce:"Stampato in Soncino nel giorno XXIV di Chislev" (Domenica 12 Dicembre 1484).
- Yaaqov ben Ashér, "Orach Chaiìm", ovvero "La via della vita". Soncino, 1485.

Un altro degli inediti stampati dai Soncino. Il libro contiene un elenco di precetti e di regole di vita. Una copia fu comprata dallo storico parmense De Rossi che ne fece dono alla Biblioteca Comunale di Parma. Questo libro si distingue dagli altri non solo per l'inedito ma per la bellezza dei suoi caratteri ebraici, a dimostrazione che l'abilità dei Soncino nella stampa andava via via perfezionandosi nel tempo. Undici fogli sono dedicati alla prefazione, per un totale di 168 fogli. In calce si leggono le note del correttore, il quale vanta le lodi dell'artefice della stampa in questo modo: 
"Scritto ed impresso per mano del sapiente fra gli artefici il di cui lavoro è noto dal sigillo e fu compiuto l'anno CCXLV Aggiuntivi altri cinque mila".
Il libro è conservato presso la Biblioteca di Parma.
- Bibbia: I primi profeti, Giosué, i Giudici, I libri di Samuele e dei Re, con il commentario di David Kimchì, Soncino, 1485.

Anche per questo libro si parla di una prima edizione in ebraico. Notevoli gli ornamenti di questo libro, i caratteri mostrano la ormai caratteristica maestria dei Soncino per la stampa. Ancora non sono presenti i punti sui caratteri, che arriveranno in seguito. 166 pagine. In calce, il tipografo riporta: "Il compimento di codesto libro seguì nell'anno 5246 dalla creazione del mondo, giorno VI del mese Marchesvàn [15 Ottobre 1485] qui in Soncino, provincia di Lombardia, la quale è sotto il dominio del potente Signore Duca di Milano, che D-o Benedetto conservi in vita e fortifichi."
- Josef Albo, "Sefer Ikkarim". Soncino, 1485.

Libro molto famoso fra gli studiosi dell'argomento, si pone il precetto di esporre quali siano i fondamenti della religione ebraica e i suoi cardini.
L'opera è composta da 107 fogli. Questa opera è presente sia nella Biblioteca Vaticana che nella Comunale di Parma, nella Medicea di Firenze e nella Comunale di Bologna, oltre che ad Amburgo. 
- MAHAZOR ovvero  preghiere, breviario e rito di tutto l'anno italico, Soncino e Casale nella regione,1486.

È una collezione di tutte le preghiere ebraiche da recitarsi sia nei giorni di festa che in quelli feriali, più una completa raccolta di canti, benedizioni e riti presi direttamente dai testi biblici. Il testo è diviso in due parti, la prima di 166 carte e la seconda di 154, il totale dell'opera è di 320 fogli. 
La convenzionale e lunga epigrafe ad un certo punto rende chiara la doppia locazione del luogo di stampa: "Fu cominciato l'edifizio di questo libro da noi Soncinati nella città di Soncino, nel mese di Tishrì l'anno 246 del sesto millenario, e lo abbiamo ultimato in Casale nella regione nella feria seconda della settimana il giorno XX di Elul l'anno 5246 della creazione del mondo." Le date riportate in era cristiana sono: per l'inizio della stampa a Soncino il Settembre del 1485, per la fine della stampa a Casale nella regione il lunedì 21 Agosto 1486.
Una copia è conservata a Parma, sempre per merito dello storico Giovan Bernardo De Rossi.
- Shelomoh ben Yizhaq (Rashi) "Commentario alla Torah", Soncino, 1487.

Un frontespizio sontuoso, ornato di rami e fiori con tre angeli sui lati.  
Le pagine sono composte su due colonne, con caratteri rabbinici minuscoli ma con intestazioni sempre maiuscole, per un totale di 87 linee ed 87 pagine.
La nota del tipografo riporta: "Ultimato il Deuteronomio e i libri della Legge coll'aiuto di D-o nel giorno XII del mese di Sivan dell'anno 247 di minore computazione".
- BIBBIA INTERA. Soncino, Yoshua Shelomoh, 1488.

Rarissima prima edizione completa della Bibbia. Non si conoscono altre edizioni tipografiche del testo sacro con l'uso degli accenti e dei punti. Avraham Chaiìm, pesarese, si era recato nel 1482 a Bologna per l'edizione del Pentateuco, e questa fu la volta di Soncino per l'edizione esclusiva della Bibbia.
Avraham da Pesaro fu il fautore primo della stampa di questo imponente e importantissimo volume, eseguita nella casa dei Soncino e con la collaborazione di Yoshua Shelomoh figlio di Israel Nathan Soncino. L'opera è composta da 380 fogli, impaginati in due colonne e quasi in tutte le pagine ci sono 30 linee. I frontespizi sono considerati degli autentici capolavori. in calce viene riportata la seguente nota: "Ultimata l'opera di questo santo ministero in XXIV libri, con cui pose suo studio a propagare la legge in Israel il chiarissimo ed eccellentissimo R. Giosué Salomone (che vegga il suo seme e siano prolungati i suoi giorni) figlio dell'eccellentiss. sapiente Israel Nathan, (che vegga molti e felici anni) oggi feria terza, giorno XI del mese di Yiar dell'anno 248 di min. comput. per mano del minimo di sua famiglia artefice et impressore o tipografo Abramo (che vegga il suo seme, e prolungati i suoi giorni) figlio del signore rav. Chaiìm di felice memoria, de' Tintori di Pesaro, abitante in Bologna. Eseguita in Soncino".
- Moshe ben Yaaqov da Coucy, "Sefer Mizvoth gadol"  ovverosia "Libro dei grandi precetti", Soncino, Gershom Soncino, 28 dicembre 1488.

Un'altra rarissima edizione dei Soncino, divisa in due parti, la prima composta da 102 pagine e la seconda da 178. Impaginazione a due colonne per 48 righe.
In calce viene riportato: "Compiuta quest'opera bella, purgata et accuratissima, l'anno CCXLIX del sesto millenario, nel giorno XV del mese Teveth".
- Trattato talmudico Hullin, ovvero "Delle cose profane", con commento di Rashi e  Tosafòt, Soncino, 1489.

Il correttore fu David figlio di R. Elia Levita, il quale ne scrive anche la prefazione. Collaborò alla correzione anche Mordehai figlio di Rav. Ruben. Come d'uso presso la stamperia Soncino condotta da Yoshua il frontespizio è ornato di angeli e figure di grande levatura artistica. Le pagine totali sono 184.
In calce, la data di fine stampa: "Finisce il trattato Hullìn oggi giorno XV del mese Tamuz anno CCXLIX" [ovvero 14 Giugno 1489].
- Trattato talmudico Niddah, ovvero "Mestruo". Soncino, [Yoshua Shelomoh Soncino], 1489.

Commento di Rashi. Composto da 96 carte. Il correttore fu Mordechai Gallo, figlio di r. Ruben. Esso riporta in calce la data di fine stampa: "Compita oggi quest'opera, giorno XXV del mese Av, nell'anno di perfezione ossia CCXLIX". 
- Moshe ben Maimon, "Mishneh Torah", detto anche "Yad ha-hazàcàh", ossia "La mano forte", in fol. Soncino, Gershom Soncino,1490.

Compendio del Talmud. Il correttore in questo caso è Eliezer ben Shemuel. "Stampato in Soncino nella provincia di Lombardia il giorno XVI del primo mese di Nissàn anno della lucerna (CCL)". Composto da 380 carte su due colonne e 54 righe.
- PENTATEUCO con il commentario di Rashi, Meghillòt e Haftarot, Napoli, Benei Soncino,1491

Iniziali ornate. Il sacro testo è su 28 linee, le Meghillòt su 29 e a volte 30. Nell'epigrafe è scritto: "Vedete se nel mondo vi sia altro esemplare così accurato e con tanta intelligenza elaborato. A coloro che vi chiederanno di chi è quest'opera, rispondete loro: è dei Figli del Soncino".
- PENTATEUCO e Meghillot. Napoli, Benei Soncino,1491

Di questo libro si conosce anche un'edizione in carta velina. Anche in questa edizione è riportata l'epigrafe di cui sopra, ma questa volta in latino: "Interroganti cujus sit hoc opus respondete illi: filii Soncini disposuerunt me" e poi luogo e data di stampa: "Urbi Neapolis anno 251, adscribatur".
- Sefer ha-Mahbaròth, Immamuel ben Shelomoh ben Jekutiel di Roma, cioè "Composizioni poetiche", Brescia, Gershom Soncino, 1491.

Libro edito da Gershom Soncino passato a Brescia, il primo ad essere stampato in quella città. 
Composto da 160 carte. Nell'epigrafe si legge: "Ultimato per mano di Gersone, minimo de' tipografi, figlio del sapiente R. Mosé (la memoria del giusto sia in benedizione) del seme d'Israele, Soncinate, ed ebbe il suo compimento qui a Brescia sotto il dominio della Serenissima Repubblica Veneta, la di cui gloria si esalti, oggi feria II della settimana giorno XXVI del mese di Marchesvan, anno cinque mila e CCLII dalla creazione del mondo." 
- PENTATEUCO con Meghillòt e Haftarot. Brescia, Gershom Soncino,1492.

Composto da 220 pagine.
Di questo volume si conoscono sia stampe in pergamena che in carta, possedute dallo storico De Rossi e cedute in seguito a varie biblioteche italiane.
- Mishnah, ovvero "Le tradizioni ebraiche". Napoli, Joshua Soncino e Josef ibn Peso, 1492.

Questo volume ha il commento di Moshe ben Maimon. 356 fogli su due colonne.
- PENTATEUCO, con Meghillòt e Haftaròt, ovvero i Sacri rotoli e le lezioni dei profeti. Brescia, Gershom Soncino,1493.

Finito di stampare "oggi, feria II del giorno VI del mese Chislev anno CCLIV di minore computazione qui in Brescia...", corrispondente al 24 novembre 1493.  
- Bibbia: Libro dei Salmi. Brescia, Gershom Soncino, 1493.

Di questo libro si conosce un unico esemplare conservato alla Biblioteca Laurenziana di Firenze, 164 fogli in pergamena. Nell'epigrafe si riporta la data di fine stampa: "...giorno VII del mese Teveth, anno CCLIV di minor computo, qui in Brescia etc." corrispondente al 16 Dicembre 1493.
- Bibbia intera con punti ed accenti, in 8°. Brescia, Gershom Soncino, 24-30 maggio 1494.

Il libro inizia con la Genesi dove viene omessa la prima parola per far posto a una parola ornata in silografia. La versione bresciana della Bibbia denota la progressiva capacità del Soncino di migliorare in termini di qualità nel corso del tempo. Una copia fu usata da Martin Lutero per la sua traduzione della Bibbia in tedesco. 
- Selihot ovvero "preghiere per la remissione dei peccati". Barco, Gershom  Soncino, 15 settembre 1496.

Gershom Soncino ma questa volta a Barco, piccolo centro abitato della provincia bresciana oggi frazione del comune di Orzinuovi. Gershom, nell'epigrafe di questo volume, si definisce "Mentzlav": tale appellativo è derivato dal tedesco antico "piccolo uomo" oppure "umile uomo", e riprende quello del trisnonno Moshe che nel XIV secolo fuggì dalla persecuzione antiebraica a Spira scendendo nell'Italia settentrionale e dando così origine alla famiglia dei Soncino.